# Teodoric I d'Autun
Thierry I o Teodoric I d'Autun (també connegut com Makhir ben Hababi David) fou un comte d'Autun i de Mâcon del segle viii, de la família dels Guillèmides.

## Origen
Cap document no menciona la seva ascendència. La presència en la seva descendència dels noms de Bernat, Teodoric i Rolanda va conduir el 1965 a Eduard Hlawitschka a acostar els primers Guillèmides a la família de Bertrada de Prüm. En efecte, aquesta darrera va fundar l'abadia de Prüm el 721, i, entre els signataris de l'acte de la fundació, figuren el seu fill Caribert i els seus parents familiars Rolanda, Bernat i Teodoric. Els historiadors admeten que Rolanda i Bernard eren un matrimoni 
i pares de Teodoric, el qual seria cronològicament el pare de Teodoric I, comte d'Autun i Mâcon. Queda per avaluar el parentiu entre Rolanda i Berta. Pierre Riché les considera com germanes i filles del senescal Hugobert i d'Irmina d'Oeren, mentre que Chritian Settipani considera que Rolanda era filla de Bertrada.

## Biografia
Teodoric és citat com a comte d'Autun algunes vegades el 742 i 750. El 775, un judici presidit per Carlemany el designa entre els fidels del rei. El 782, Eginhard el qualifica de parent del rei Carlemany. Va morir en data desconeguda, després d'aquest any. Armand de Fluvia a la taula genealògica dels gullèmides (GEC, XXII, pàgs 400-401), dona com a data de la mort el 793.

## Matrimoni i fills
Es va casar amb Auda o Alda de França, probablement filla de Carles Martell, duc dels Francs, que dona llum a:
- Theodoen d'Autun (Theoden, Thuin o Teudoí) També connegut com Makhir ben Habibai David († després de 810 o de 826[6]), comte d'Autun, citat el 804.[4] Va tenir un fill de nom Teodoric que seria Teodoric II d'Autun; Armand de Fluvuià el considera efectivament el fill de Teuduí.

- Teodoric (II) (podria ser el mateix personatge que l'anterior), citat el 782[7][5] i el 804.[4] Per Armand de Fluvia[8] fou un personatge diferent del seu nebot, i el fa comte de Ripuària i missus a Borgonya, mort el 793 (com el seu pare); no es dona la fonamentació.

- Alelalm (o Adalelm).[7][4]

- Guillem de Gel·lona,[7][5] comte de Toulouse i fundador, el 804, de l'abadia de Saint-Guilhem-le-Désert o Gel·lona.

- Abba i Berta, citades com a religioses el 804. Una d'elles hauria estat abans de fer-se religiosa l'esposa d'un Nibelúngida, Khildebrand II o Nibelung II.[5]